# Madonna col Bambino e i santi Girolamo e Ludovico
La Madonna col Bambino e i santi Girolamo e Ludovico è un dipinto tempera su tavola (67x43 cm) attribuito ad Andrea Mantegna, databile al 1455 circa e conservato nel Musée Jacquemart-André di Parigi.

## Descrizione e stile
L'opera ha vari elementi che la fanno attribuire al periodo padovano dell'artista, durante i lavori alla Cappella Ovetari. La Madonna tiene in braccio il Bambino, che ha una curiosa disposizione in tralice, come nella Madonna Butler (1460 circa), con i piedi puntellati su una balaustra marmorea in primo piano e la testa scorciata da sott'in su. Questo particolare artificio serviva a sfondare illusoriamente la profondità dello spazio pittorico, portando le figure sacre a contatto con il mondo reale, come suggerisce anche il velo della Madonna che ricade oltre il "confine" del parapetto.
Accanto al gruppo centrale stanno due santi, Girolamo a sinistra, riconoscibile per la veste cardinalizia e il libro, e Ludovico di Tolosa a destra, riconoscibile per la giovane età e il vestito vescovile. Le loro teste scavalcano l'arco che inquadra la tavola in alto, dilatando l'area pittorica secondo una sensibilità innovativa. La scelta dei due santi studiosi rimanda agli ambienti umanistici padovani. Particolarmente espressiva è la figura dell'anziano Girolamo, che reclina il capo lateralmente, permettendo al pittore lo sfoggio virtuosistico della capacità di dipingere teste in rotazione prospettica. In alto, sullo sfondo di un cielo azzurro punteggiato da nubi, sta appesa una ghirlanda di foglie e frutta, tipico elemento della scuola di Francesco Squarcione.